# Cairns Taipans
Pour les articles homonymes, voir Cairns (homonymie).
Les Cairns Taipans sont un club australien de basket-ball basé dans la ville de Cairns. Le club évolue National Basketball League, le plus haut niveau en Australie. Le surnom de Taipans lui vient du nom du serpent venimeux présent en Australie.

## Entraîneurs
- 1999-2001 :  Rod Popp
- 2001-2005 :  Guy Molloy
- 2005-déc. 2008 :  Alan Black
- Déc. 2008-2009 :  Mark Beecroft
- 2009-2018 :  Aaron Fearne
- 2018-2021 :  Mike Kelly
- 2021- :  Adam Forde

## Joueurs et personnalités du club

### Joueurs emblématiques
- Martin Cattalini